# Satakunda
Satakunda (finsk:  Satakunnan maakunta) er et landskab og en sekundærkommune i det sydvestlige Finland. 
I sin nuværende form er landskabet Satakunda oprettet i 1998. Det historiske landskab Satakunda var meget større end det nuværende. Dette landskab omfattede også Birkaland samt dele af Egentliga Finland.
Satakunda havde omkring 211.589 indbyggere (30.6. 2024). Björneborg er landskabets hovedby.

## Kommuner
Det er 16 kommuner i Satakunda. Byerne (städerna) er skrevet med fed skrift. I 2021 opløstes Honkajoki kommune og blev en del af Kankaanpää kommune.
| - Björneborg - Eura - Euraåminne - Harjavalta - Jämijärvi - Kankaanpää | - Karvia - Kumo - Nakkila - Påmark - Raumo | - Sastmola - Siikais - Säkylä - Ulvsby - Vittis |

Administrativt hører landskabet og dets kommuner under Sydvestfinlands regionsforvaltning.
- Wikimedia Commons har flere filer relateret til Satakunda

61°20′N 22°00′Ø / 61.33°N 22°Ø